# Žižkovy sady (Hradec Králové)
Žižkovy sady jsou park v Hradci Králové, který je od jihu ohraničen terasami Starého města a na severu třídou Československé armády. Vznikl v letech 1905–1907 podle plánů Františka Thomayera.

## Popis parku
Tento park má v centrální části travnatý parter s kruhovou fontánou. Západním i východním směrem jsou kruhové zvýšené záhony, jež jsou pravidelně osazovány letničkami. Další takovýto záhon nalezneme pod Městskou hudební síní naproti areálu Gayerových a Vrbenského kasáren. Pod schody z Radoušovy ulice se nachází pomník Jana Žižky z Trocnova z roku 1971 a proti vjezdu do Pospíšilovy třídy je pomník L. J. Pospíšilovi z roku 1933.

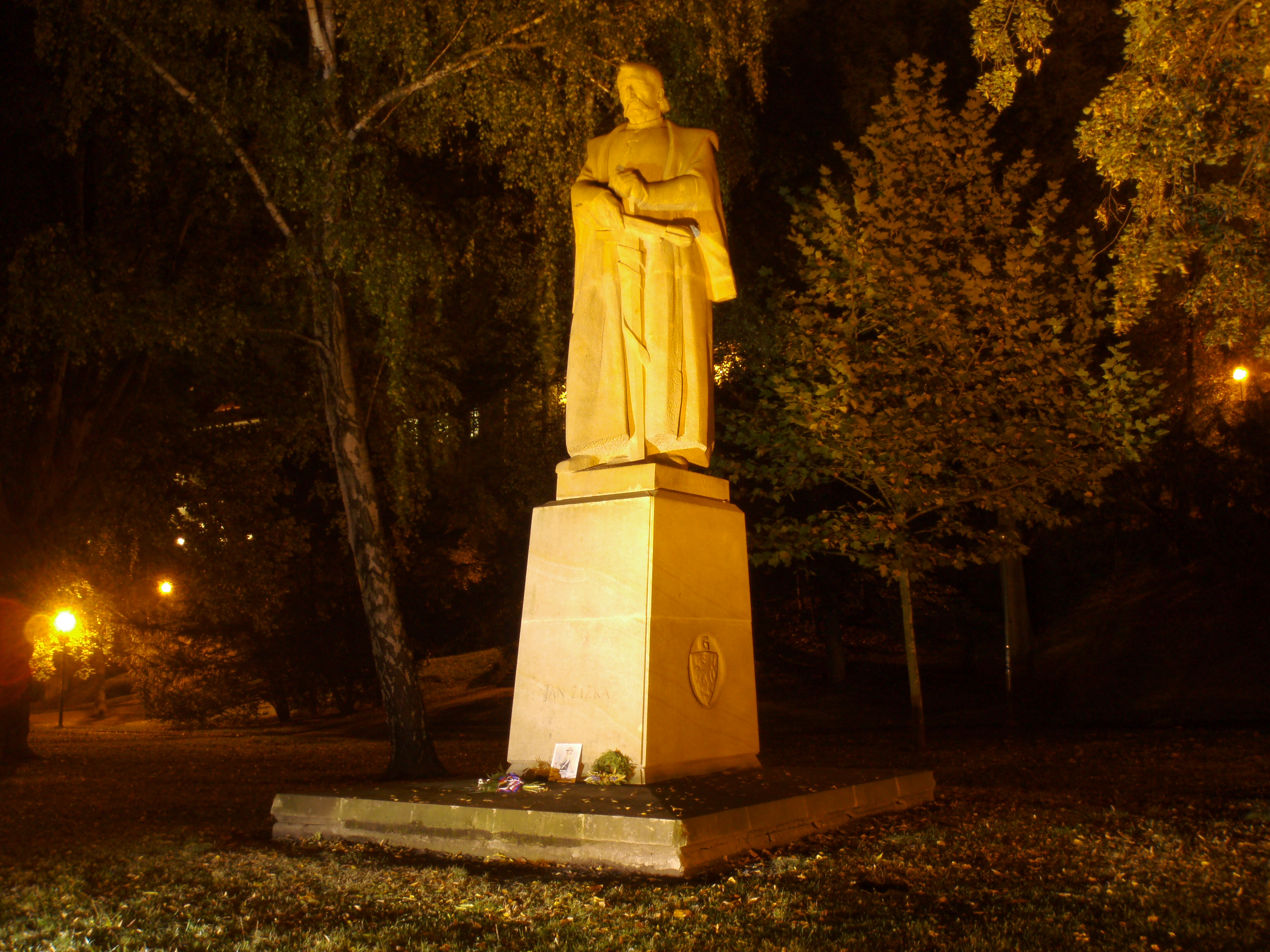
Pomník Jana Žižky z Trocnova

## Historie

### Založení sadů
Byla zde původně vojenská jízdárna a říkalo se zde „Pod Pekhausem“ (lidové pojmenování pekárny čp. 216). Sady byly založeny v letech 1905–1907 na podnět místního okrašlovacího spolku a svůj název získaly proto, že od roku 1896 se tento prostor nazýval Žižkovým náměstím. Zahradní architekt František Josef Thomayer je koncipoval ve stylu francouzské ozdobné zahrady s bohatstvím květinových výsadeb a centrálním kruhovým jezírkem.
S úpravou Žižkova náměstí se začalo v březnu 1905. Nejprve došlo ke skácení většiny stromů ze stromořadí, které vedlo kolem zdejších bývalých vojenských kolen. Zejména šlo o lípy, jež byly poškozeny nebo spáleny při požáru 2 z těchto kolen. V místech, kde stávaly 3 vojenské kolny, zahrádka ústavu pro hluchoněmé a zahrada učitelského ústavu, byly vysázeny dřeviny, založeny trávníky a upraveny nové pěšiny. Nejvíce dřevin bylo zachováno v udržované zahradě učitelského ústavu. Zde také byly opraveny dvě zachované besídky, jedna devítistranná, zčásti zděná, zčásti prkenná, a druhá čtverhranná s podsíňkou na sloupech. V blízkosti první besídky býval vchod do sklepa, kde míval pevnostní velitel malou lednici. Ten byl zazděn, stejně tak blízká studna byla zasypána. Všechny tyto práce trochu zbrzdila vichřice 6. dubna téhož roku. Hned po ní byla zbourána poslední kolna a na jejím místě bylo postupováno stejně jako u těch předchozích.

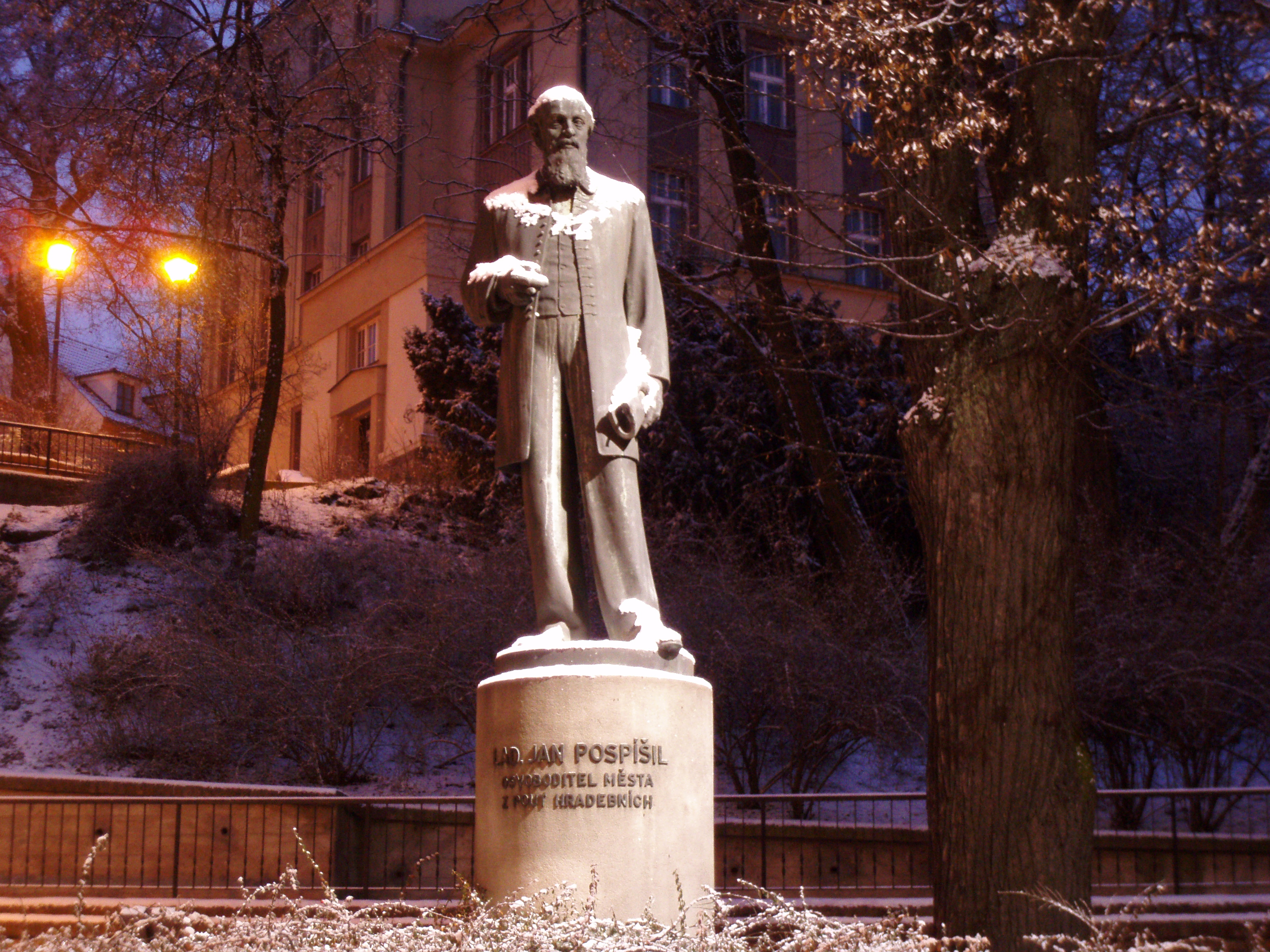
Pomník L. J. Pospíšila

Budování parku následovalo i v dalších letech. Zemní práce byly hotové většinou v roce 1906. V dubnu téhož roku se začalo se setím trávníku, vysazováním květin, stromů i keřů. 8. října 1906 bylo na schůzi městské rady konstatováno, že účty zahradníka Františka Valeše za dodané travní semeno, stromy, keře a květiny pro městský park na Žižkově náměstí budou postoupeny okrašlovacímu odboru. Následujícího roku se v tisku objevuje kritika budování parku:
„Co bude s parkem? Květinový (?) park na Žižkově náměstí letos jakoby zamrzl. Od počátku jara pracovali tam všeho všady asi po tři dni trestanci, kteří od nedokončené práce odešli. Hromady hnoje již od března na cestách překážejí a velmi málo sad krášlí. Vojenští psi učinili si trávníky místem pro – potřebu, ačkoliv tabulky hlásají, že do sadů smí býti psi voděni jen na šňůře. Máme zato, že okrašlovací spolek úpravu parku popožene, abychom nemusili do června ba i déle na nějakou květinku v „květinovém“ parku čekati.“
21. září 1907 bylo ve schůzi městského zastupitelstva rozhodnuto vypsat konkurs na místo městského zahradníka. Následujícího roku je stav parku popsán královéhradeckou kronikou takto:
„V městském parku na Žižkově jest vysázeno více než 4000 pelargonií. Mimo ty bylo k vysázení parteru použito různých letních květin, které v celku se 4 obrovskými agave činí velkolepý dojem. Veškeré rostlinstvo bylo zakoupeno okrašlovacím spolkem. Vzdor pozdnímu vysázení všech koupených rostlin podařilo se tyto úsilovnou péčí během nepříznivého léta přivésti k platnosti, takže celek je nyní dokonalým obrazem moderního květinového parku. Zvláštního povšimnutí zasluhuje vodojem, jehož hladina vodní pokryta jest u nás ještě neznámými různobarevnými lekníny, které měst. zahradník p. Valeš obdržel darem z botan. zahrady záhřebské. Též okolí vodojemu jest z pestré směsice květin vkusně upraveno.“ Tradice leknínové výzdoby je od té doby držena i v následujících desetiletích.
V roce 1909 místní okrašlovací spolek provedl květinovou úpravu sadů a u více než 100 stromů a keřů umístil emailované tabulky s příslušnými názvy. Bohužel většina z nich byla poškozena nebo zničena. Kritika vztahu veřejnosti k parku se objevuje i v zápisech za rok 1917, kdy si kronikář stěžuje na to, že skrz trávníky jsou vyšlapávány cestičky, květiny i keře jsou často otrhávány a v parku jednoznačně chybí nějaký dozor, který by bránil zpustošení tohoto dříve krásného místa.

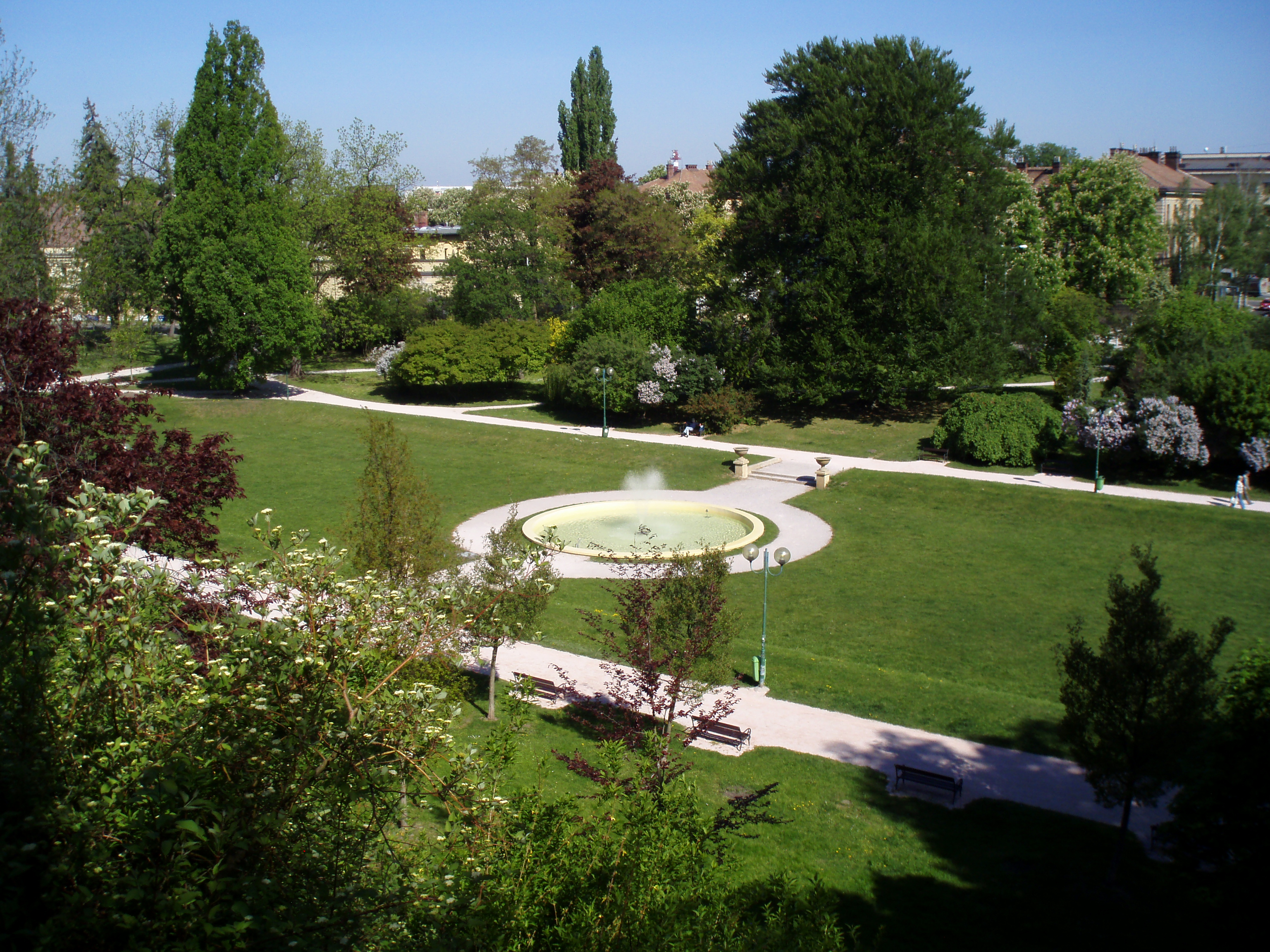
Pohled z teras

### Vývoj parku
Roku 1925 se v parku nacházelo celkem 24 950 kusů květin, které byly vypěstovány pouze městským zahradnictvím. V únoru 1929 byly zdejší dřeviny postiženy tuhými mrazy a v 4. července téhož roku větrnou smrští. V letech 1950–1971 park nesl název Klicperovy sady. Roku 1955 byl v sadech postaven veřejný záchodek.
V souvislosti s odhalením pomníku Janu Žižkovi z Trocnova 4. června 1971 došlo též ke slavnostnímu přejmenování parku na Žižkovy sady. Koncem srpna 1967 bylo převzato do užívání schodiště v Žižkových sadech. Na přelomu 70. a 80. let se pozornost přesunula na úpravu sousedních teras, i když první myšlenky na úpravu teras a zahrad nad Žižkovými sady pocházely již ze 60. let a brigádnicky se v tomto období postupně plnily (úpravy 1. části teras 1968–1971). Šlo o pomocné práce pří úpravě opěrných zdí, o čištění cihel, o pročištění zarostlých stromů, o terénní úpravy atd.

### Rekonstrukce sadů
V roce 1997 bylo rozhodnuto o demolici bývalého WC. Po vichřici roku 2000 prořídlo množství zdejších stromů. V témže roce bylo zpracováno vyhodnocení dendrologického potenciálu Žižkových sadů. 19. června 2001 městská rada rozhodla zrušit výběrové řízení na veřejnou zakázku „Obnova stromového patra Žižkovy sady v Hradci Králové“. V opakovaném výběrovém řízení byl nakonec vybrán Ing. František Zábojník z Bystřice pod Hostýnem. V roce 2009 došlo ke generální opravě v posledním období nefunkční fontány. Fontána se tak dočkala návratu k původní podobě podle více než stoletých plánů a navíc získala i moderní prvky a technologii, přičemž ve večerních hodinách je nově nasvícena šesti podvodními reflektory. Součástí obnovy byly i terénní úpravy včetně oprav kamenných prvků a mlatových cest.
V roce 2012 byla vypsána architektonická soutěž na obnovu severních teras i Žižkových sadů a z deseti návrhů město vybralo 7. června ten vítězný společnosti Projektil architekti s.r.o. (Mgr. Akad. arch. Roman Brychta + Ing. arch. Petr Lešek a 05 ateliér zahradní a krajinářské architektury Ing. Martina Forejtová + Ing. Pavlína Malíková + Ing. Aleš Steiner). Výsledky soutěže projednala rada města 19. června 2012 a následně je schválila.
Sady se však staly i cílem vandalů. V únoru 2013 byly sraženy z podstavce na zem a poškozeny dvě ze čtyř pískovcových váz, které zdobí přístupová schodiště k fontáně.

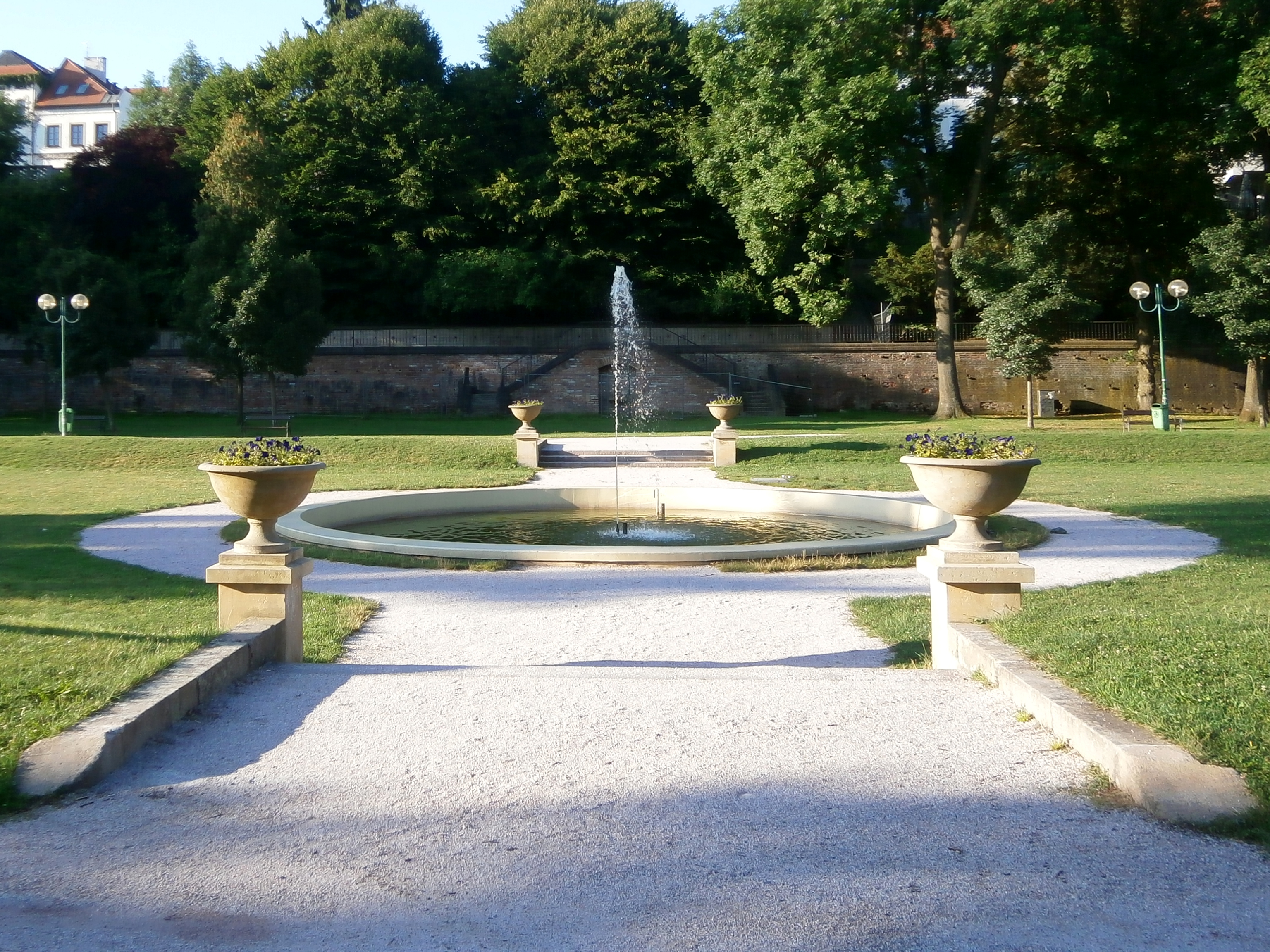
Fontána

### Staticky narušené severní terasy
Severní terasy vznikaly po zboření městských hradeb od počátku 20. století až do 30. let a k jejich výraznější rekonstrukci docházelo v 70. letech, kdy přibyla železobetonová druhá úroveň, jež postrádá cihlový obklad. Později pak ještě prošlo rekonstrukcí schodiště pod Kavčím pláckem.
V březnu 2011 došlo k sesunutí části hradby u Adalbertina, což uspíšilo zadání statického a inženýrskogeologického průzkumu dalších částí severních teras, jejichž stav se projevil jako problémový, neboť na mnoha místech jsou rozpadlé a podmáčené. Odpovědí města se stalo 21. června téhož roku uzavření některých částí teras mezi schodištěm na Kavčí plácek a schodištěm do Radoušovy ulice. O 6 let později došlo k úplnému uzavření teras nad Žižkovými sady, volně přístupná zůstala jen schodiště ke Kavčímu plácku a do Radoušovy ulice a v letech 2006–2007 opravená část teras pod Městskou hudební síní s nově vzniklým schodištěm, otevřeným 6. června 2007. Nejhorší je to, že se problém řeší pouhým monitoringem problematických míst, mobilním oplocením a umístěním informačních tabulí se zákazem vstupu. Dílčí opravy by totiž nebyly podle města rentabilní a na celkovou rekonstrukci se bez dotací nehodlá vrhnout. Doufejme jen, že se najde nějaký dotační titul dříve, než se dají severní terasy kvůli svému stavu nekontrolovatelně do pohybu.

## Významné objekty

### Fontána
Fontána v Žižkových sadech byla realizována při založení sadů v roce 1905 podle návrhu zahradního architekta Františka Thomayera. V letech 2008-2009 byla opravena bazénová vana a přístupové schodiště s ozdobnými vázami a instalována nová technologie, která umožnila, aby voda stříkala nejen do tvaru vějíře, ale také rovně až do výše 5 m. Na přelomu let 2011 a 2012 zde prasklo potrubí a zaplavilo technologickou místnost, takže musely být provedeny další opravy. V únoru 2013 zase neznámý vandal poškodil 2 ze 4 váz, které stojí u přístupových schodišť.

### Pomník Ladislava Jana Pospíšila
K slavnostnímu odhalení bronzové sochy na žulovém podstavci od Josefa Škody došlo 25. června 1933, a to na místě, kde začalo v roce 1894 symbolické bourání hradeb pevnosti.

### Pomník Jana Žižky z Trocnova
Tento pískovcový pomník od Jiřího Duška byl odhalen 4. června 1971 na prostranství, jež bylo upraveno architektem Janem Hejtmanem.